# Cantonul Albi-Est
Cantonul Albi-Est este un canton din arondismentul Albi, departamentul Tarn, regiunea Midi-Pyrénées, Franța.

## Comune
| Comune       | Populație (1999) | Cod poștal | Cod INSEE |
| ------------ | ---------------- | ---------- | --------- |
| Albi         | 10 523 (1)       | 81000      | 81004     |
| Fréjairolles | 1 342            | 81990      | 81097     |